# Бохенські ІІ
Бохенські II (пол. Bocheński II) − шляхетський герб, різновид герба Равич з галицької нобілітації.

## Опис герба
Опис з використанням принципів блазонування, запропонованих Альфредом Знамеровським:
В золотому полі на чорному ведмеді наречена (панна) в блакитній сукні та золотій короні, з розпущеним волоссям і піднятими руками.
Над щитом два шоломи в кронах з клейнодами: над першим між двома рогами оленя половина здибленого чорного ведмедя вліво з червоною трояндою у правій лапі, на другому чотири пера страусині, золоті і блакитні поперемінно.

## Найбільш ранні згадки
Наданий у 1849 братам Феліксу, Казимиру, Францішку, Вікторину і Юліану Бохенським імператором Францом Йосифом.

## Роди
Герб був власним, тому право його вживати має тільки один гербовий рід Бохенських (Bocheński).